# Fædre og sønner (film)
 For alternative betydninger, se Fædre og sønner. (Se også artikler, som begynder med Fædre og sønner)
Fædre og sønner er en dansk dokumentarfilm fra 2018 instrueret af Andreas Dalsgaard.

## Handling
Michael og hans far, den gamle hofmarskal Søren Haslund-Christensen, er på loftet for at finde skjulte skatte fra fortiden. Bedstefar Henning var berømt opdagelsesrejsende og kulturarvs-indsamler blandt mongolske stammer og Michael har hørt rygter om, at Henning levede et hemmeligt dobbeltliv som britisk agent og våbensmugler. Nu vil han finde ud af, om det er sandt. Han vil også gerne have tid sammen med sin far, for Sørens helbred skranter og tiden er knap. Han får lokket sin far med på eventyr – som de har været så mange gange tidligere i deres liv – på en rejse i farfarens fodspor tilbage i tiden til en historie om kærlighed og afsavn og et storslået spionkomplot, der involverer både farfar Henning og mægtige imperiers kamp om verdensherredømmet.

## Medvirkende
- Michael Haslund-Christensen
- Søren Haslund-Christensen
- Henning Haslund-Christensen
- Marianne Haslund-Christensen
- Ben Lewis
- Christel Braa